# تانل تین
تانل تین (استونیایی: Tanel Tein؛ زادهٔ ۱۰ ژانویهٔ ۱۹۷۸) بازیکن سابق بسکتبال اهل استونی است. وی در سال ۲۰۰۸ بازیکن سال بسکتبال استونی شده است.